# Cristóbal Aicart Moya
Cristóbal Aicart Moya (l'Alcora, 1851 - 1925) fou un advocat i polític valencià, diputat a les Corts Espanyoles durant la restauració borbònica.

## Biografia
Durant el sexenni democràtic fou un dels dirigents carlins d'Alcora, però després de la restauració borbònica es va fer membre del Partit Liberal perquè no tenia possibilitats d'obtenir un escó amb el Partit Conservador. Tot i això, va mantenir tensions amb el grup de la família Fabra, va donar suport Vicente Cantos Figuerola contra José Castelló Tárrega, imposat per José Canalejas i Méndez i després pel comte de Romanones. A les eleccions generals espanyoles de 1886 fou elegit diputat pel districte de Morella i a les de 1893 pel de Llucena. Fou president de la Diputació de Castelló de 1910 a 1912 i de 1915 a 1917, i governador civil de Castelló el 1910 i maig-desembre de 1914.